# Ціцернаванк
Ціцернаванк (вірм. Ծիծեռնավանք) — вірменський монастир, що розташований у однойменному селі Лачинського району Азербайджанської Республіки в Нагірному Карабасі. Монастир розташований в ущелині річки Ахавно, за 5 км від Сюніка.
Датується IV–VI століттями та визнаний вірменським прикладом східного архітектурного типу. Знаходився у області Ахаечк Сюніка. Церква Св. Георгія Змієборця відкрита після реставрації в 1999–2000 рр.

## Історія
Коли побудували Ціцернаванк, він лежав у провінції Ахаечк, одному з 12 регіонів історичних вірменських провінцій і князівства Сюнік (Сівнік). До XV століття Ахаечк була розділена на два райони: північна частина називалася Хозораберд, а південна половина, що містить Ціцернаванк, називається Кашатаг.
Вважається, що базиліка Ціцернаванку містила мощі Святого Георгія Змієборця. В минулого монастир належав монастирю Татев і фігурує як помітний релігійний центр XIII століття — історик Степанос Орбелян і єпископ Товма Ванандеці (1655).
У 1613 році фортечні стіни монастиря було відремонтовано та побудовано арочні ворота — будівля з написом вірменською мовою цього закону зникли в період між 1989 і 1992 роками, коли регіон знаходився під контролем Азербайджану. Церква та її дзвіниця були відремонтовані в 1779 році. Напис на будівлі вірменського запису цього оновлення, зник у 1967 році.
У XIX столітті він служив як парафіяльна церква для сусіднього поселення Зейва і став називатися Святий Стефанос. Жителі села Зейва втекли з країни в 1905 р., коли відбувалися вірмено-татарські погроми 1905-1907 рр.. За радянських часів село було перейменовано на Гусулу і церква не використовувалася, але збереглася як історична пам'ятка.

## Архітектура
Монастир не має ранніх написів на будівлі, але на основі його появи він, імовірно, був побудований в три основні етапи. Його ранні форми, як видається були простою прямокутною базилікою, без апсиди. На основі стилю дверних прорізів у її південній стіні, ця будівля датується до V–VI століття нашої ери. Однак, за альтернативною тезою, будівля була ще в III столітті н.е., і припускається, що це був дохристиянський храм. На другому етапі будівництва, були додані без вікон апсиди (збудовані всередині східної частини прямокутного інтер'єру) і верхньої частини зовнішньої стіни. Можливо, це сталося в VI столітті. У цей період, аркади, що відокремили внутрішню неф від проходів, ймовірно, ще були побудовані з деревини. У третьому періоді будівництва, кам'яні колони і арки замінили їх. На основі стилю столиць, це сталося в період з кінця VI столітті та на початку X століття.
Будучи на три нефа базиліки, як і більшість тих, хто у Вірменії V–VI століттях, Центральний неф Ціцернаванку є лише трохи вище бічних нефів, від яких він відокремлений від двох курсів пілястрами. Цей план схожий на серію вірменських базилік як Ерероуйк, Єгвард, Двін, Аштарак (Тіранавор), Текор — в тому, що її інтер'єр складається з трьох проходів і кораблів, центрального і найбільшого, один з яких був відділений від інших стовпів, які також допомагають підтримувати дах.

## Фотогалерея

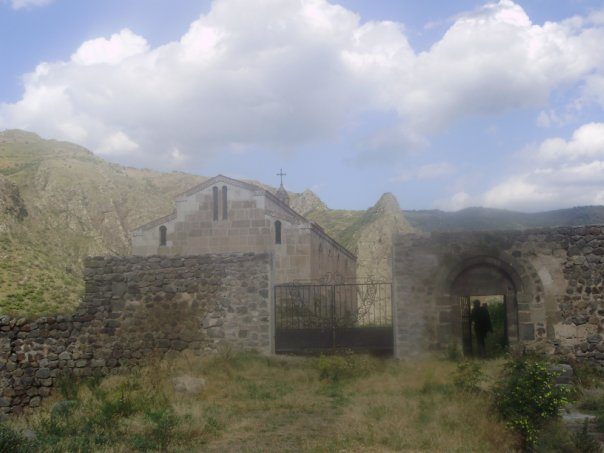
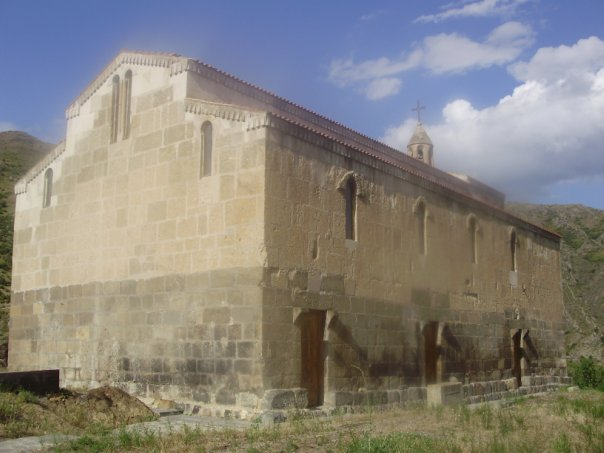
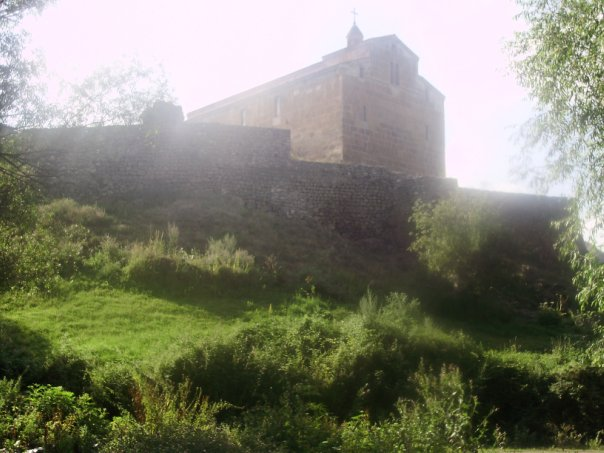
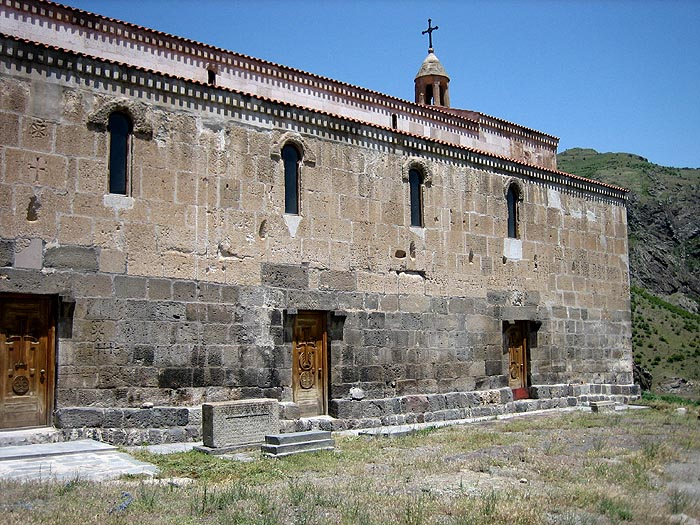

## Етимологія
Існують дві різні думки щодо походження слова Ціцернаванк. Деякі автори стверджують, що назва походить від слова «ціцернак», що вірменською мовою означає птиця «ластівка», і вказують на колись рясні гнізда ластівок всередині зруйнованої церкви Св. Георгія. Інші вважають, що назва походить від слова «ціцерн», яка вірменською мовою означає «мізинець» — імовірно посилання до мощів Святого Георгія, що знаходилися в церкві.